# Héctor Hernández Marrero
Héctor Hernández Marrero (ur. 14 września 1995 w Las Palmas) – hiszpański piłkarz występujący na pozycji napastnika w hiszpańskim klubie CF Fuenlabrada. Wychowanek UD Las Palmas, w swojej karierze grał także w Elche CF. Były reprezentant Hiszpanii do lat 19.